# La decisió (pel·lícula de 2017)
La decisió (àrab: الرحلة, Ar-riḥla, ‘El viatge’) és una pel·lícula dramàtica iraquiana del 2017 comuntada, escrita, coproduïda i dirigida per Mohamed Jabarah Al-Daradji. Es va projectar a la secció Contemporary World Cinema del Festival Internacional de Cinema de Toronto de 2017. En estrenar-se l'1 de març de 2018 a l'Iraq, la pel·lícula es va convertir en la primera pel·lícula iraquiana en 27 anys a estrenar-se als cinemes del país. Va ser seleccionada com a candidata iraquiana a la millor pel·lícula de parla no anglesa als 91ns premis Oscar, però no va ser nominada. S'ha doblat al català.

## Repartiment
- Zahraa Ghandour com a Sara
- Ameer Ali Jabarah com a Salam